# 贝纳瓦雷
贝纳瓦雷，是西班牙阿拉贡自治区韦斯卡省的一个市镇。总面积157平方公里，总人口1120人（2001年），人口密度7人/平方公里。